# Église protestante française au Liban
L'Église protestante française de Beyrouth est la seule église protestante d'expression francophone au Liban. Les autres communautés protestantes, nombreuses et diverses sont d'expression arabe et anglophone. L'Eglise protestante française se situait à Koreïtem (Ras Beyrouth). Autrefois, avant la construction des haut buildings du bord de mer, du bas de la corniche, on pouvait voir son temple dit "des Hauts de la Colline". Aujourd'hui, les cultes sont célébrés rue de Damas à Beyrouth dans l'église qui est au fond du cimetière protestant français. 

## Historique
Le protestantisme au Liban est riche d'une histoire relativement récente. Les missions presbytériennes américaines fondèrent les premières communautés protestantes au milieu du XIXe siècle ainsi que l'American University of Beirut qui demeure jusqu'à aujourd'hui l'une des institutions universitaires les plus demandées au Liban.
Bien que de petits foyers de protestants français existaient à Beyrouth dès la fin du XIXe siècle, c'est à l'issue de la Première Guerre mondiale que l'Église protestante française au Liban vint s'installer au Liban avec l'appui de la Fédération protestante de France avec en parallèle la naissance d'une école : le Collège protestant français. En parallèle, l'église se voit confier la propriété et la gestion du Cimetière protestant français de Beyrouth par le biais de l'article 438 du Traité de Versailles (1919).

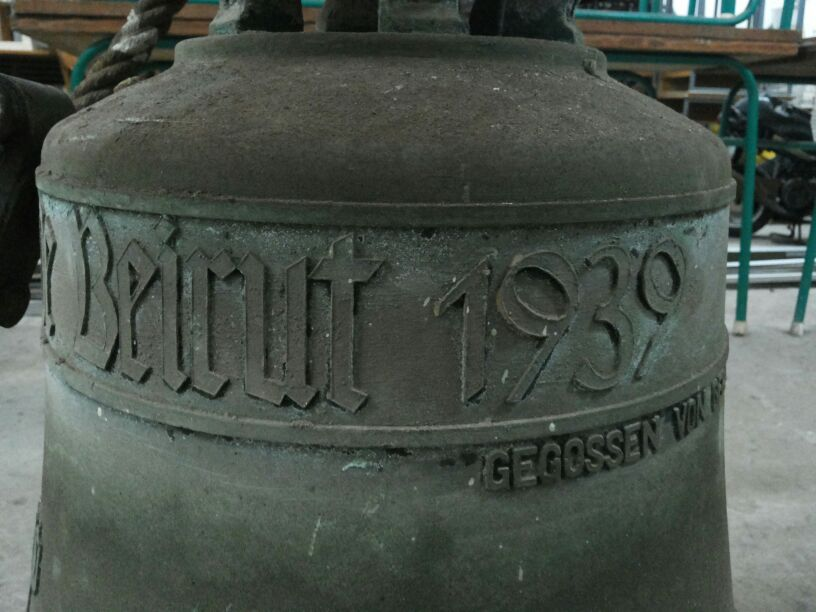
La cloche qui après la destruction du temple, attendant sa reconstruction, est abritée au Collège protestant français

Depuis, la communauté protestante française portée par le mandat et aussi plus généralement francophone se regroupe dans divers endroits de Beyrouth avant que la paroisse des Hauts de la Colline ne se fixe finalement à Koreytem.
Durant l’épisode de la Guerre du Liban (1975-1990), la communauté a continué son ouverture avec le ministère du pasteur Robert Sarkissian de 1970 à 2013.
Depuis le début des années 2000, la communauté compte de nombreuses travailleuses domestiques issues du continent africain ainsi que des ressortissants français, suisses ou encore libanais.
L’Église agit dans ses missions de diaconat aux côtés des réfugiés syriens depuis 2013 et au quotidien sur le terrain social auprès des travailleuses domestiques.

## Organisation
Le ministère pastoral a été assuré par le pasteur Pierre Lacoste de 2013 à 2019 assisté par un conseil presbytéral dont il a été le Président.
Actuellement, le ministère pastoral est assuré par le pasteur Brice Deymié, ancien président des aumôniers protestants de prisons.

### Liste des ministères pastoraux successifs
- 1959 à 1964 : Gaston Wagner (EERV)
- 1970 à 2013 : Robert Sarkissian
- 2013 à 2019 : Pierre Lacoste (UEEL)
- 2019 à 2021 : Gérard Riess (Pasteur retraité UEPAL)
- printemps 2021 : Evelyne Schaller (pasteure retraitée UEPAL)
- Depuis septembre 2021 : Brice Deymié (EPUDF)[10]

## Offices
Tous les dimanches du second dimanche de septembre au premier dimanche de juillet à 10h30.

## Affiliations
Elle est membre de: 
- Supreme Council Of The Evangelical Community In Syria And Lebanon
- La Fédération protestante de France
- La Communauté des Églises protestantes francophones dans le monde (CEEEFE)
- Service protestant de Mission (DEFAP)
- L'Action chrétienne en Orient
- L'Église protestante unie de France